# 施教耐
施教耐（1920年11月29日—2018年11月24日），福建晋江人，中国植物生理学家，中国民主同盟盟员。中国科学院上海植物生理研究所研究员。1991年当选为中国科学院院士（学部委员）。

## 生平
施教耐于1920年11月29日出生于福建省晋江市。幼年时，随父亲移居至菲律宾，后于1940年中学毕业后回到中国大陆继续学习。1944年毕业于浙江大学生物系，获得学士学位。毕业后，长期从事植物生理和生物化学领域的研究。1950年，施教耐在中国科学院实验生物研究所植物生理研究室担任助理研究员一职。1953年，植物生理研究室改为研究所。1960年，施教耐升为副研究员。20世纪60年代初，施教耐开始了植物代谢和植物酶的研究工作。受到文化大革命影响，因基础理论的研究工作被迫暂停，施教耐开始进行纤维素酶应用的研究。文化大革命结束之后，于1982年升为研究员。1991年当选为中国科学院院士（学部委员）。

## 荣誉
施教耐曾因磷磷烯醇式丙酮酸羧化酶的研究获1987年中国科学院科技进步二等奖。次年，因纤维素酶应用研究工作荣获1988年全国科技大会奖。1989年，被国务院侨务办公室、中华全国归国华侨联合会授予“全国优秀归侨知识分子”荣誉称号。2000年，获何梁何利基金技术进步奖。